# Abbeville (Alabama)
Abbeville es una ciudad del condado de Henry, en el estado de Alabama (Estados Unidos). Es parte del área metropolitana de Dothan y sede del condado en el que se ubica. Es la primera ciudad en orden alfabético, tanto por la ciudad y el estado, en el atlas de Rand McNally. Cuenta con dos escuelas secundarias: Abbeville High School y Abbeville Christian Academy. Posee capítulos de la Cruz Roja y de Hábitat para la Humanidad.
Según el censo de 2000, había 2987 personas, 1172 hogares, y 787 familias que residen en la ciudad. La densidad de población es 192 personas por milla cuadrada (74,1/km²). Había 1353 unidades de vivienda en una densidad media de 86,9 millas cuadradas (33,6/km²). La composición racial de la ciudad era 56,65% blancos, 39,94% negros o afroamericanos, 0,07% asiáticos, 2,85% de otras razas, y un 0,5% de dos o más razas. El 3,52% de la población eran hispanos o latinos.